# دمیترو میرونکو
دمیترو میرونکو (اوکراینی: Дмитро Сергійович Мироненко؛ زادهٔ ۷ مارس ۱۹۹۶) بازیکن فوتبال اهل اوکراین است.